# Georges Pomiès
Georges Félix André Pomiès (27 de julio de 1902 – 7 de octubre de 1933) fue un bailarín, cantante y actor de nacionalidad francesa.

## Biografía
Nacido en París, Francia, sus padres eran Charles Pomiès, empleado de comercio, y Adèle Guignard. Sus antepasados paternos eran cantantes. Así, su abuelo, Joseph-Félix Pomiès, era músico, y su esposa, Lucie García López, era bailarina y actriz. 
Georges Pomiès hizo sus estudios secundarios en el colegio y liceo Lavoisier, entrando después en la escuela odontotécnica de la rue Garancière. Una de sus hermanas, Hélène, se dedicaba a la traducción del español con Jean Cassou (1897-1986). Otra hermana, Carmen Pomiès (1900-1982), fue una dotada deportista (campeona de Francia de jabalina en 1920, jugadora de fútbol y entrenadora) y, durante la guerra, miembro de la resistencia. 
Pomiès inició su carrera de cantante en abril de 1924, actuando a partir de abril de 1925 en el Olympia, el Palace, el Empire y en muchos teatros de provincia, así como de Bélgica, Holanda y Suiza. Además, en noviembre de 1929 actuó en Varsovia, Polonia. 
Después se dedicó al baile, siguiendo los consejos de Paul Franck en el Olympia. Hizo parodias de artistas como Al Sherman, Earl Leslie, Harry Pilcer, Harry Reso y Maurice Chevalier. Entre sus interpretaciones figuran Clement's Charleston, Georgian Blues de Jean Wiener, Gambades de Lucien Pipon, y Copacabana des Saudades de Darius Milhaud. Además, trabajó con Claude Nicole. 
Georges Pomiès fue un artista completo de music-hall, haciendo actuaciones como mimo, cantante, bailarín y actor. En esa época fue compañero y amante de la bailarina Lisa Duncan (1898-1976), hija adoptiva de Isadora Duncan. Junto a ella bailó en 1932 el número La dernière nymphe, con música de Gluck.
Pomiès encarnó al Bibendum, y a lo largo de su carrera tuvo la oportunidad de trabajar con Charles Dullin, Jean Renoir, Jacques Prévert (que escribió en febrero de 1928 su primera canción para él, "Les animaux ont des ennuis"), Marie Dubas, Max Jacob, y Gaston Baty. Como actor cinematográfico, trabajó en las producciones Tire-au-flanc, Ciboulette (1933, de Claude Autant-Lara), y Chotard et Cie. 
Miembro de la A.E.A.R. (Asociación de escritores y artistas revolucionarios), formó parte de espectáculos representados junto al Grupo Octubre. Sylvia Bataille y Agnès Capri fueron alumnas suyas.
Georges Pomiès falleció en Dreux, Francia, y fue enterrado en Diors, Francia, de donde era originaria su madre.